# Spitaalsbossen
Spitaalsbossen är en skog i Belgien.   Den ligger i provinsen Östflandern och regionen Flandern, i den västra delen av landet, 60 km väster om huvudstaden Bryssel.
Trakten runt Spitaalsbossen består till största delen av jordbruksmark. Runt Spitaalsbossen är det ganska tätbefolkat, med 222 invånare per kvadratkilometer.